# Ipothalia plicicollis
Ipothalia plicicollis är en skalbaggsart som beskrevs av Pu 1981. Ipothalia plicicollis ingår i släktet Ipothalia och familjen långhorningar. Inga underarter finns listade i Catalogue of Life.